# Racionalizace (psychologie)
V psychologii se jako racionalizace označuje jeden z mechanismů obrany ega v teorii, kterou vybudovala Anna Freudová. Spočívá v tom, že je rozumově zdůvodněno a ospravedlněno chování, které by jinak bylo nepřípustné nebo nevysvětlitelné, popřípadě je nějakému chování přisuzována jiná motivace než skutečná.